# Irina Akułowa
Irina Grigorjewna Akułowa (ros. Ири́на Григо́рьевна Аку́лова, ur. 8 czerwca 1951 w Kineszmie) – radziecka i rosyjska aktorka filmowa i teatralna. Zasłużona Artystka RFSRR.
Córka reżysera teatralnego i aktorki. Ukończyła Studium Teatralne przy MCHAT. W trakcie studiów została zaangażowana do teatru „Sowriemiennik” do roli Walentyny w sztuce Walentyn i Walentyna, rola ta została uznana jako jej praca dyplomowa.

## Wybrana filmografia
- 1975: Blokada (cz I, II)
- 1977: Wspomnij mnie...
- 1977: Blokada (cz III, IV)
- 1979: Samolot w płomieniach jako Aliewtina, żona Nienarokowa
- 1981: Biały kruk